# The Dogs D'Amour
The Dogs D'Amour est un groupe britannique de rock, originaire de Londres, en Angleterre. Il a été formé en 1983 par son leader, le chanteur Tyla.

## Biographie

### Années 1980-1990
Les origines du groupe peuvent être retracées au sein de The Bordello Boys, formé à la fin 1982 par Tyla. Un chanteur américain, à cette période en séjour en Angleterre, Ned Christie (Robert Stoddard), est recruté au sein du projet qu'il rebaptise The Dogs D'Amour, et co-écrit quelques premières chansons pour Tyla. Le guitarist Nick Halls, le bassiste Karl Watson et le batteur Bam les rejoignent.
The Dogs D'Amour jouent une cinquantaine de concerts à cette période, et enregistrent en deux sessions. Pendant la deuxième session, le groupe signe avec le label Kumibeat Records de Finlande. Cependant, peu avant l'enregistrement d'un premier album, Christie quitte le groupe à la fin 1983 à cause de divergences musicales avec Tyla.  Christie aurait aussi formé un autre groupe, On the Wire, en même temps que Dogs D'Amour et ne pouvait assumer leur premier album.

### Années 2000-2010
En 2000, The Dogs D'Amour se réunissent brièvement avec Tyla, Jo « Dog » Almeida, Bam, et Share Ross (épouse de Bam et ex-membre de Vixen). Ils publient un album, Happy Ever After, cette année. Ils tournent en Europe avec Alice Cooper. Bam et Share quittent ensuite le groupe.
En avril 2011, Tyla sort In the Dynamite Jet Saloon MMX. En novembre 2012, The Dogs D'Amour est annoncé dans sa forme classique au Borderline Club de Londres pour le 22 février. ils reviennent au Borderline le 23 février, avant d'ffectuer quelques dates au Royaume-Uni et en Espagne,

## Membres

### Membres actuels
- Tyla - chant, guitare
- Bam - batterie, chant
- Jo Dog - guitare, chant
- Steve James - basse, saxophone, guitare acoustique, harmonica, chant

### Anciens membres
- Robert Stoddard - chant
- Adam Arling - basse, chœurs
- Nathan Arling - batterie
- Tony Manno - guitare, chœurs
- Nick Halls - guitare
- Karl Watson - basse
- Dave Kusworth - guitare, chœurs
- Paul Hornby - batterie
- Mark Drax - basse live
- Mark Duncan - basse live
- Dave Tregunna - basse studio (sessions 1985-1986, basse 2011-2012)
- Darrell Bath - guitare, chœurs
- hare Ross - basse, chœurs
- Simon Hanson -  batterie
- Scotty Mulvey - piano
- Mark Stanway - claviers
- Gary Pennick - guitare
- Justin Rabbetts (Strange Nature) - batterie live (pour la tournée européenne 1995/1996)
- Danny McCormack - basse, chœurs
- Tom Spencer - guitare live, basse live
- Rich Jones  - guitare live, chœurs
- Neil Leyton - guitar live, chœurs

## Discographie
- 1984 : The State We're In (Kumibeat Records)
- 1988 : In the Dynamite Jet Saloon (China Records)
- 1989 : A Graveyard of Empty Bottles (China Records)
- 1989 : Errol Flynn (China Records)
- 1990 : Straight??!! (China Records)
- 1993 : …More Unchartered Heights of Disgrace (China Records)
- 2000 : Basementboy Records (Seconds)
- 2001 : Happy Ever After (Artful)
- 2004 : When Bastards Go to Hell... (Rock Treasures)
- 2005 : Heart Shaped Skills: Best of 1988-1993 (WEA International)
- 2005 : Let Sleeping Dogs... (King Outlaw Records)
- 2011 : In the Dynamite Jet Saloon MMX (King Outlaw Records)
- 2011 : Graveyard of Empty Bottles MMXII (King Outlaw Records)
- 2018 : In Vino Veritas (King Outlaw Records)